# VdBH 73
vdBH 73 è una nebulosa a riflessione visibile nella costellazione dello Scorpione.
Si individua nella regione occupata dalla brillante associazione OB Scorpius OB1, nella parte meridionale dello Scorpione; si osserva ad ovest del brillante ammasso aperto NGC 6231, sulla punta di una nebulosa oscura nota come LET, acronimo inglese per "Grande Proboscide d'Elefante", connessa alla nube Gum 55.
vdBH 73 è composta da cinque componenti principali. La prima, la più cospicua, è indicata come vdBH 73a ed è una chiazza nebulosa associata alla giovane stella CPD -41°7613, una stella blu di sequenza principale, e alla gigante blu HD 150991, di magnitudine 9,41. La struttura a forma di proboscide che ospita la nebulosa vdBH 73 sarebbe stata modellata dall'azione combinata del forte vento stellare delle stelle più massicce di NGC 6231, il quale, oltre ad aver creato una grande bolla di vento stellare, ben visibile nella forma ad anello di Gum 55, ha anche compresso il suo gas nelle regioni esterne, provocando così un'ondata di formazione stellare successiva a quella che ha prodotto le stelle di Scorpius OB1. La parte sommitale della struttura a proboscide contiene 16 deboli sorgenti con emissioni nella banda dell'Hα, coincidenti sicuramente con altrettante stelle giovani di piccola e media massa, le quali sono probabilmente associate alle stelle più massicce responsabili dell'illuminazione delle componenti di vdBH 73.